# Werówka
Werówka – wieś w Polsce położona w województwie łódzkim, w powiecie opoczyńskim, w gminie Drzewica. Przepływa przez nią rzeka Drzewiczka.
W latach 1975–1998 miejscowość administracyjnie należała do województwa radomskiego, przed rokiem 1975 do województwa kieleckiego. Dzisiejsza lokacja pochodzi z roku ok. 1900. Wcześniej położona była nad rzeką Pilicą w okolicach Inowłodza. Przeniesienie wsi było związane z organizowaniem rezydencji łowieckiej carów w Spale, w wyniku czego przesiedlono ludność ze śródleśnych wsi na inne tereny. Z Werówki pochodzą: dziennikarz "ŻW" Jan Zabieglik, filozof Stefan Zabieglik, dr Marek Badura, adiunkt na wydziale Matematyki UŁ, ks. Paweł Goliński, kustosz sanktuarium Matki Bożej Trokielskiej w Trokielach na Białorusi.
Wierni kościoła rzymskokatolickiego należą do parafii św. Jadwigi Królowej w Radzicach.